# Шаланда

Рибальська шаланда

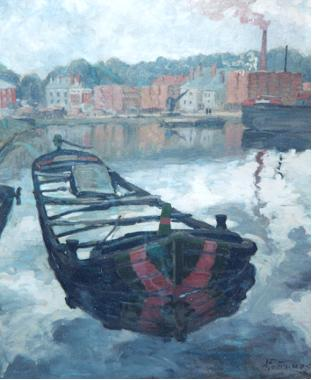
Жуль Фонтанес «Залита шаланда»

Шала́нда (фр. chaland, від грец. χελάνδιον — «плоскодонка») — невелике судно типу баржі, призначене для навантаження чи розвантаження суден на рейді, перевезення ґрунту.
Рибальська вітрильна (іноді має чотирикутну форму) плоскодонка з висувним кілем, поширена у Чорному та Азовському морях, призначена для вилову риби тенетами або гачком. Іноді використовувалася для транспортування дрібних вантажів. Мала шпринтове вітрильне оснащення, володіла добрими морехідними якостями. Довжина 7,5 — 8,5 м, ширина близько 2,5 м, висота облавка 0,8 — 0,9 м, осадка 0,6 — 0,7 м, вантажопідйомність близько 3 — 5 т.
Також існують шаланди, призначені для транспортування ґрунту, що витягується з дна водойми драгами. Такі шаланди можуть бути буксированими та самохідними.
Свою класичну форму шаланди набули у Англії в XIX столітті.
Найпоширеніший вид в басейні Чорного моря — шаланди, побудовані в соціалістичній Румунії у 1980-х роках. Ємність трюму 600 м3, довжина 60, ширина 11,5, осадка з вантажем 4,2 метра, екіпаж 18 осіб, 2 двигуни внутрішнього згоряння SKL? потужністю по 360 к.с., два гвинти фіксованого кроку.